# Batman – Rätsel um Batwoman
Batman – Rätsel um Batwoman ist ein Zeichentrickfilm, der auf der Batman-Zeichentrickserie von 1992–1999 basiert. Der 2003 von Curt Geda gedrehte Film wurde in Deutschland am 6. November 2003 von Warner Home Video als DVD veröffentlicht.

## Handlung
In Gotham City taucht eine neue Superheldin auf: Batwoman. Die Presse und auch Batman rätseln um die Identität der in Auftreten und Methode Batman imitierenden Frau. Batman und Robin treffen zum ersten Mal auf sie, als sie eine Waffenlieferung des Pinguins und dessen Partners Rupert Thorne verhindert und dabei keine Rücksicht auf gefährdete Menschenleben nimmt.
Batman beziehungsweise Bruce Wayne vermutet zunächst, dass Kathy Duquesne, die Tochter des Verbrecherbosses Carlton Duquesne, hinter dem Ganzen steckt. Sie hat den Tod ihrer Mutter nie verwunden und macht ihren Vater dafür verantwortlich. Bruce Wayne und Kathy bändeln miteinander an und es entwickelt sich eine kleine Affäre. Als sie zusammen den Club des Pinguins betreten, taucht jedoch Batwoman auf. Es entwickelt sich eine Schlacht, bei der der Club schließlich zerstört wird. Batman entwendet vom Tatort ein Stück eines neuartigen Metalls. Der Verdacht fällt nun auf Dr. Roxanne „Rocky“ Ballantine, deren Verlobter wegen des Pinguins unschuldig im Gefängnis steckt, doch diese hat ein Alibi. Batman erfährt schließlich die Wahrheit: Kathy und Rocky teilen sich mit Detective Bullocks neuer Partnerin Sonia Alcana die Geheimidentität. Sonia hat ebenfalls ein Motiv: ihre Familie wurde durch Rupert Thorne ruiniert.
Kathy ist mittlerweile unterwegs, um ein Schiff, das erneut Waffen transportieren soll, in die Luft zu jagen. Sie wird jedoch von Bane gefangen genommen und enttarnt. Batman, Robin, Sonia und Rocky nehmen den Kampf gegen die vier Schurken auf und können Kathy befreien. Diese sprengt jedoch das Schiff in die Luft und bringt alle in Gefahr. Während Batman gegen Bane kämpft, versuchen Sonia und Rocky den Pinguin und Thorne aufzuhalten. Mit Hilfe von Robin gelingt ihnen dies. Kathy wird derweil in letzter Sekunde von ihrem Vater gerettet. Batman kann Bane erledigen, der in das brennende Wrack des Schiffes stürzt.
Nach dem Showdown quittiert Sonia den Dienst, entlastet aber vorher noch Rockys Verlobten. Bruce Wayne geht weiter mit Kathy aus, die sich mit ihrem Vater, der gegen seine ehemaligen Partner aussagen will, versöhnt hat.

## Hintergrund
Der Film entstand vier Jahre nach Ende der Batman-Zeichentrickserie. Als Synchronsprecher konnte die alte Besetzung reanimiert werden, nur der Pinguin wurde im Gegensatz zur Serie von David Ogden Stiers gesprochen. Das Drehbuch basiert auf einer Geschichte von Alan Burnett und wurde von Michael Reaves verfasst.
Die französische Sängerin Cherie tritt als Zeichentrickfigur im Film auf und singt ihr Lied Betcha Never von ihrem selbstbetitelten Debütalbum von 2004.

## Synchronisation
Die deutsche Synchronfassung zum Film wurde bei Blackbird Music erstellt.
| Charakter                      | engl. Original           | dt. Synchronisation      |
| ------------------------------ | ------------------------ | ------------------------ |
| Bruce Wayne/Batman             | Kevin Conroy             | Eberhard Haar            |
| Tim Drake/Robin                | Eli Marienthal           |                          |
| Alfred Pennyworth              | Efrem Zimbalist Jr.      | Achim Schülke            |
| Commissioner Jim Gordon        | Bob Hastings             | Klaus Jepsen             |
| Detective Harvey Bullock       | Robert Costanzo          | Reinhard Scheunemann     |
| Barbara Gordon                 | Tara Strong              | Angela Ringer            |
| Der Pinguin                    | David Ogden Stiers       | Rolf Becker              |
| Rupert Thorne                  | John Vernon              | Horst Lampe              |
| Bane                           | Hector Elizondo          | Gerald Paradies          |
| Carlton Duquesne               | Kevin Michael Richardson | Tilo Schmitz             |
| Kathleen "Kathy" Duquesne      | Kimberly Brooks          | Ursula Hugo              |
| Dr. Roxanne "Rocky" Ballantine | Kelly Ripa               | Debora Weigert           |
| Detective Sonia Alcana         | Elisa Gabrielli          | Claudia Urbschat-Mingues |
| Batwoman                       | Kyra Sedgwick            | Arianne Borbach          |